# Émeraude-Klasse (1906)
Die Émeraude-Klasse war eine Klasse von sechs U-Booten der französischen Marine, die im Ersten Weltkrieg zum Einsatz kamen.

## Allgemeines
Die Einhüllenboote führten sechs 450-mm-Torpedorohre, von denen vier im Bug und zwei im Heck montiert waren. Reservetorpedos wurden nicht mitgeführt. Mit der Émeraude-Klasse wurden in der französischen Marine erstmals Deckgeschütze auf U-Booten eingeführt. Die beiden zuletzt gebauten Boote Topaze und Turquoise besaßen jeweils ein 37-mm-Geschütz.
Die frühe französische U-Boot-Konstruktion litt unter verschiedenen Problemen. Die Boote hatten an der Oberfläche ein schlechtes Auftriebsverhalten und der Dieselantrieb war zu schwach.
Ein Boot ging im Ersten Weltkrieg verloren, ein weiteres geriet in feindliche Hand:
- Die Saphir lief am 15. Januar 1915 in den Dardanellen auf eine Seemine und sank.
- Die Turquoise wurde am 30. Oktober 1915 durch osmanisches Geschützfeuer beschädigt und lief auf Grund. Die Türken hoben das Boot und benannten es in Mustadieh Ombashi um. Die türkische Marine stellte das erbeutete Boot nie in Dienst. Nach dem Kriegsende kehrte das U-Boot nach Frankreich zurück.

Im November 1919 wurden die U-Boote der Émeraude-Klasse verschrottet.

## Einheiten
| Kennung | Name      | Bauwerft             | Kiellegung   | Stapellauf        | Indienststellung  | Verbleib                                                                                  |
| ------- | --------- | -------------------- | ------------ | ----------------- | ----------------- | ----------------------------------------------------------------------------------------- |
| Q 41    | Émeraude  | Arsenal de Cherbourg | Oktober 1903 | 6. August 1906    | 11. November 1908 | im November 1919 verschrottet                                                             |
| Q 42    | Opale     | Arsenal de Cherbourg | Oktober 1903 | 20. November 1906 | 19. Dezember 1908 | im November 1919 verschrottet                                                             |
| Q 43    | Rubis     | Arsenal de Cherbourg | Oktober 1903 | 26. Juni 1907     | 11. Dezember 1909 | im November 1919 verschrottet                                                             |
| Q 44    | Saphir    | Arsenal de Toulon    | Oktober 1903 | 6. Februar 1908   | 10. Dezember 1910 | am 15. Januar 1915 auf eine Mine gelaufen und gesunken.                                   |
| Q 45    | Topaze    | Arsenal de Toulon    | Oktober 1903 | 2. Juli 1908      | 10. Dezember 1910 | im November 1919 verschrottet                                                             |
| Q 46    | Turquoise | Arsenal de Toulon    | Oktober 1903 | 3. August 1908    | 10. Dezember 1910 | 1915 gestrandet und von den Türken erbeutet, 1919 zurück nach Frankreich und verschrottet |